# Slottet i Dajti

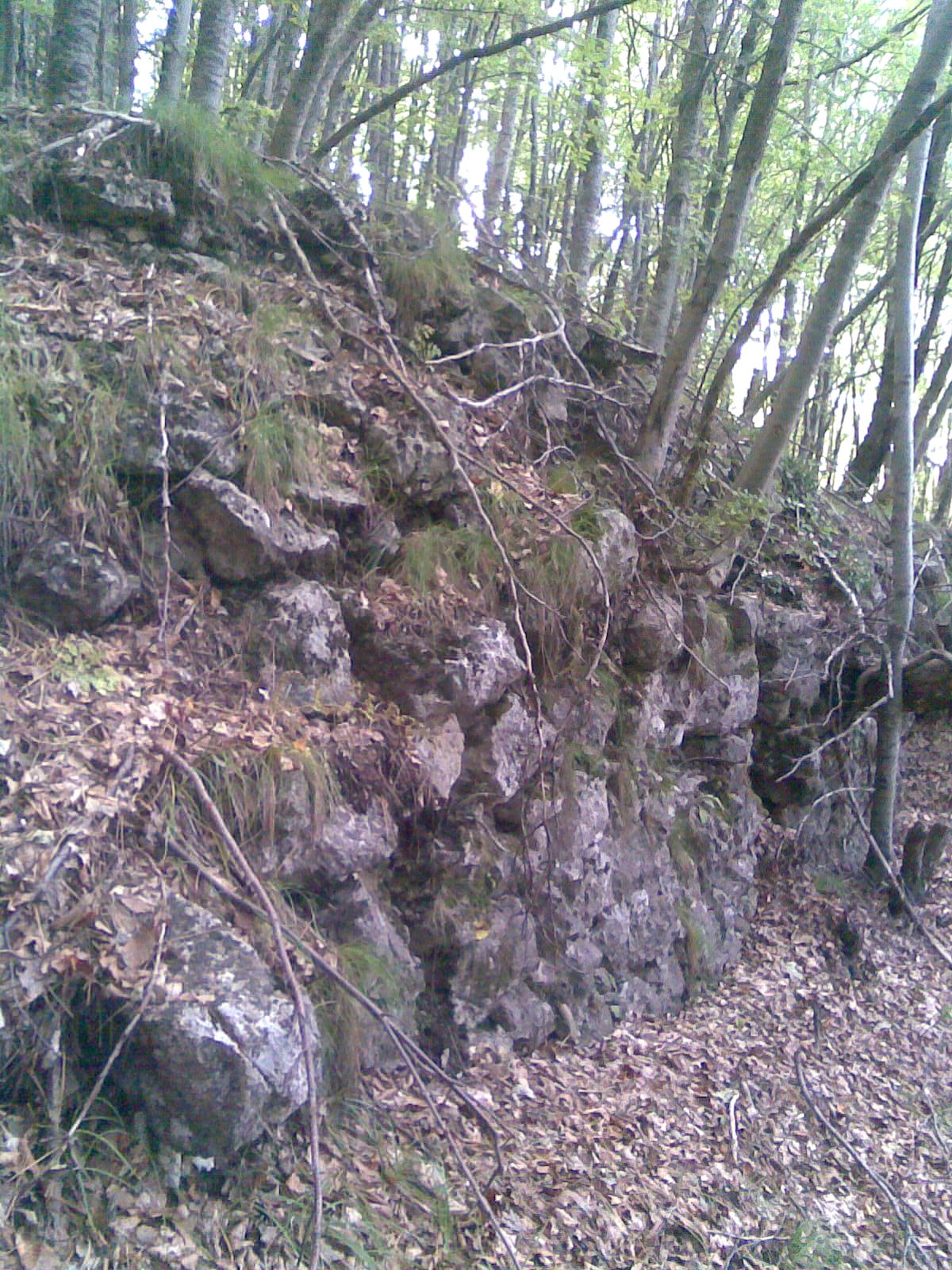
Slottets ruiner gömd under vegetationen.

Slottet i Dajti, är en slottsruin, belägen på västra delen av berget Dajti överblickande Tirana. Den upptäcktes 1963 och förklarades sedermera som ett kulturellt minnesmärke. Slottet byggdes på 500-talet och omnämns av historieskrivaren Prokopios.  Troligen var platsen ursprungligen bebodd av illyrier.

### Fotnoter
1. ↑  Besnik Aliaj, Keida Lulo, Genc Myftiu - TIRANA, the Challenge of Urban Development (Archaeological evidence in Tirana district, sida 133) Utgivare: SEDA, Tirana 2003  ISBN 99927-880-0-3
2. 1 2  Nikolli, Fatmira (12 januari 2009). ”Fillon restaurimi i Kalasë së Dajtit” (på albanska). Fillon restaurimi i Kalasë së Dajtit. lajme.parajsa.com. Arkiverad från originalet den 15 juli 2011. https://web.archive.org/web/20110715043818/http://lajme.parajsa.com/Kulture/id_69443/. Läst 12 januari 2011. Arkiverad 15 juli 2011 hämtat från the Wayback Machine. ”Arkiverade kopian”. Arkiverad från originalet den 15 juli 2011. https://web.archive.org/web/20110715043818/http://lajme.parajsa.com/Kulture/id_69443/. Läst 25 oktober 2017.
3. ↑  Andoni, Ben (15 januari 2007). ”Vafsh... pas Dajtit” (på albanska). Vafsh... pas Dajtit. Revista MAPO. Arkiverad från originalet den 15 juli 2011. https://web.archive.org/web/20110715180640/http://revistamapo.com/lexo.php?id=205. Läst 12 januari 2011. Arkiverad 15 juli 2011 hämtat från the Wayback Machine.